# トレフガン男爵
トレフガン男爵 (英: Baron Trefgarne) はイギリスの男爵、連合王国貴族。
労働党の政治家ジョージ・モーガン・ガーロ＝ジョーンズが1947年に叙位されたことに始まる。

## 歴史
ジョージ・モーガン・ガーロ＝ジョーンズ(1894-1960)は法曹界出身にして『デイリー・ディスパッチ紙』編集者を務めた人物で、のちに政界に転じて庶民院議員として活動した。彼は1947年1月21日に連合王国貴族爵位「ペンブルック州クレドーのトレフガン男爵 (Baron Trefgarne, of Cleddau in the County of Pembroke)」 に叙された彼は平型捺印証書により、トレフガン姓を父称した。。彼が1960年に亡くなると、その息子デイヴィッドが爵位を継承した。

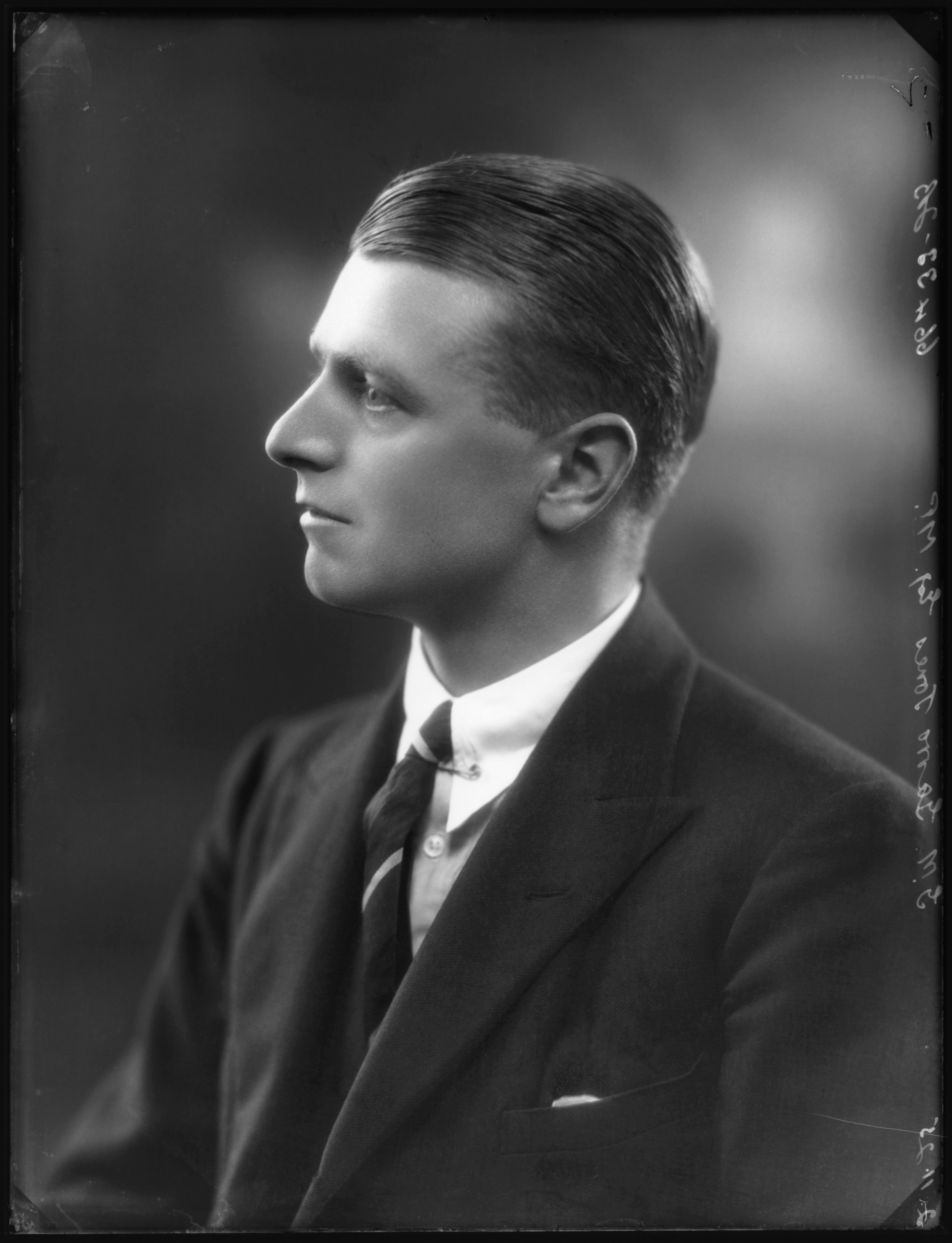

2代男爵デイヴィッド(1970-)は保守党の政治家で、サッチャー内閣下の貿易担当相や国防運用相を歴任した。彼は1999年貴族院法制定以降も貴族院に籍を置く世襲貴族の一人で、貴族制度全廃を目指すグロコット卿の法案審議に際して議事妨害を敢行、廃案に追い込んだ。その彼が2020年現在のトレフガン男爵家現当主である。
爵位にかかるモットーは、『理性と助言によって(Ratione Et Concilio )』。
一族の邸宅は、サリー州ホーセル近郊のオールド・バーン(Old Barn)。

## トレフガン男爵（1947年）
- 初代トレフガン男爵ジョージ・モーガン・ガーロ＝ジョーンズ（英語版）（1894年 – 1960年） ※1954年にトレフガン姓に改姓
- 第2代トレフガン男爵デイヴィッド・ガーロ・トレフガン（1941年 - ）

法定推定相続人は現当主の息子であるジョージ・ガーロ・トレフガン閣下（1970年 - ）。
法定推定相続人の法定推定相続人はその息子ウィリアム・デイヴィッド・ガーロ・トレフガン(2010-)。